# 에바 곤살레스
에바 곤살레스(Eva González, 1980년 11월 5일 ~ )는 스페인의 배우, 모델이다. 2003년 미스 스페인 우승자이며 2003년 미스 유니버스에서 스페인 대표로 참가했다.